# Victor-Amédée d'Anhalt-Bernbourg
Victor-Amédée (6 octobre 1634, Harzgerode – 14 février 1718, Bernbourg) est prince d'Anhalt-Bernbourg de 1656 à sa mort.

## Biographie
Deuxième fils du prince Christian II d'Anhalt-Bernbourg et de sa femme Éléonore-Sophie de Schleswig-Holstein-Sonderbourg (en), il devient l'héritier du trône à la mort de son frère aîné Erdmann-Gédéon, le 4 avril 1649. Il succède à son père à sa mort, sept ans plus tard.
En 1665, Victor-Amédée annexe la principauté d'Anhalt-Plötzkau, dont les souverains, Lebrecht et Emmanuel, partent régner sur la principauté d'Anhalt-Köthen. En 1709, Victor-Amédée agrandit encore ses États : la lignée d'Anhalt-Harzgerode s'éteint et ses territoires sont réintégrés à l'Anhalt-Bernbourg, dont ils avaient été séparés en 1636.
À sa mort, son fils aîné Charles-Frédéric lui succède, tandis que son cadet Lebrecht devient prince d'Anhalt-Zeitz-Hoym, fondant la lignée d'Anhalt-Bernbourg-Schaumbourg-Hoym (extinction en 1812).

## Descendance
Le 16 octobre 1667, Victor-Amédée épouse Élisabeth (en) (22 mars 1642 – 18 avril 1677), fille du comte Frédéric de Deux-Ponts. Ils ont six enfants :
- Charles-Frédéric (13 juillet 1668 – 22 avril 1721), prince d'Anhalt-Bernbourg ;
- Lebrecht (28 juin 1669 – 17 mai 1727), prince d'Anhalt-Bernbourg-Schaumbourg-Hoym ;
- Sophie-Julienne (26 octobre 1672 – 21 août 1764) ;
- Jean-Georges (14 février 1674 – 9 septembre 1691), tué à la bataille de Leuze ;
- Christian (15 mars 1675 – 30 décembre 1675) ;
- un fils (18 avril 1677 – 18 avril 1677).